# Konzert für Cembalo, 2 Violinen, Viola und Basso continuo in d-Moll
Das Konzert für Cembalo, 2 Violinen, Viola und Basso continuo in d-moll, Wq 23, H.427 ist ein im Jahr 1748 entstandenes Konzert des Komponisten Carl Philipp Emanuel Bach (1714–1788).

## Geschichtliche Einordnung
Das Konzert in d-Moll entstand 1748 während Bachs Tätigkeit als Cembalist am Hof von Friedrich II. Zu diesem Zeitpunkt konnte Bach bereits auf eine intensive Auseinandersetzung mit der Gattung verweisen, weitere 35 Klavierkonzerte sind aus der Berliner bzw. Potsdamer Zeit verbürgt. Sein Schaffen wurde dabei durch den konservativen Musikgeschmack am preußischen Hof geprägt bis sanktioniert. Zeittypische „galante“ Ausdrucksdetails gelangten hier nur unter Vorbehalt in die Musikpflege, der gearbeitete bzw. gelehrte Stil wurde dabei weniger verdrängt als vielmehr verbrämt.
Dieses Konzert gehört wohl zu den Werken dieser Periode, in denen Bach seiner individuellen, expressiven Tonsprache völlig freien Raum lässt. Stimmungsbilder stehen oft unvermittelt nebeneinander, Erwartetes tritt oftmals nicht ein. Nach Hoffmann-Erbrechts Meinung erhebt es durch „seine seltsam ungereimten tollen Ton-Füllungen das Ungezügelte, das Wilde zum Prinzip“.

## 1. Satz
Der 1. Satz des Konzerts steht im Allegro. Die formale Disposition scheint eine 9-gliedrige Ritornellform, jedoch mit ausgeprägter Reprisenidee (Tutti 4, Solo 4 und Tutti 5). Hierbei wird auch die Konvention einer strikten Trennung von Tutti- und Solopartien bzw. Orchester und Soloinstrument (hier Cembalo concertato) teilweise aufgegeben. Dadurch ergibt sich zumindest auch die Tendenz zum klassischen 7-teiligen Konzert der Berliner Schule. Insgesamt wird deutlich, wie sich die solistischen Partien von ihrer ursprünglichen Funktion als Episoden des Modulierens zum eigentlichen Hauptakteur emanzipieren.
Dass die tonartlichen Stationen nicht der selbst auferlegten Norm eines Ritornells in Moll von Tonika (I) – Dominante (V) – Subdominante (IV) – Tonika (I) entsprechen (hier I – IV – V – I) scheint ein Charakteristikum des Personalstils von C. P. E. Bach.

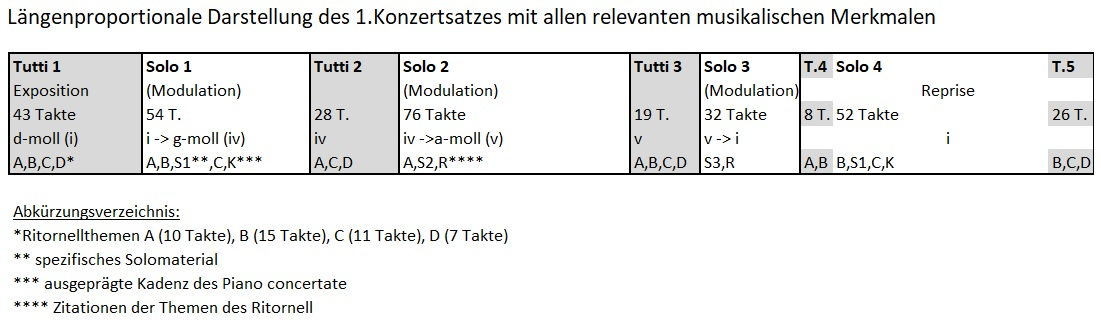
Der 1. Konzertsatz
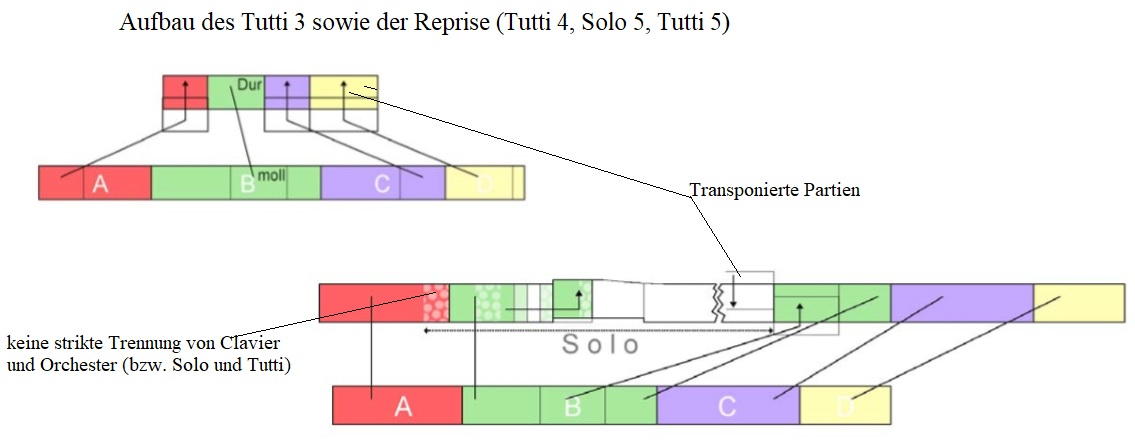
Tutti und Reprise des 1. Konzertsatzes

## 2. Satz
Der 2. Satz, Poco andante, stellt den ruhigen Kontrast zu den schnellen Rahmensätzen dar. Typische kompositorische Merkmale wie Punktierungen sind auch hier vorherrschend.

## 3. Satz
Der 3. Satz im Allegro assai ist der leidenschaftliche Höhepunkt des Konzerts. Die typischen scharfen Punktierungen und Synkopen finden sich ebenso wie Abbrüche und unvermittelte Pausen.